# Chloderik
Chloderik "de Vadermoordenaar" (ca. 485 - 509) was kortstondig koning van de Ripuarische Franken.
Hij was een zoon van Sigebert de Lamme. Hij nam niet deel aan de Slag bij Tolbiac, vermoedelijk omdat hij te jong was. In 507 vocht hij onder Chlodovech I in de Slag bij Vouillé, waarin de Visigoten werden verslagen.
Volgens Gregorius van Tours liet Chloderik zich tijdens het vervolg van de veldtocht door Chlodovech opstoken om zijn vader te vermoorden en het koningschap op te eisen. Hij vermoordde zijn vader toen die lag te rusten tijdens de jacht en werd koning van Ripuarische Franken. Na korte tijd werd hij zelf omgebracht door agenten van Chlodovech. Ze sloegen hem het hoofd in terwijl hij de schatkist van zijn vader toonde. Chlodovech ontkende betrokkenheid bij de moord op Sigibert, noemde de dood van Chloderik diens terechte straf, en riep zichzelf uit tot koning van de Ripuarische Franken.
Chloderik was mogelijk vader van:
- Munderik, die door een opstand tegen Theuderik I het koninkrijk van zijn familie probeerde te herstellen, maar in 532 door volgelingen van Theuderik werd vermoord.
- Doda, gehuwd met Ferreolus van Rodez, later abdis van Sint-Pieter te Reims en heilig verklaard.